# 柯氏早熟禾
柯氏早熟禾（学名：Poa komarovii），为禾本科早熟禾属下的一个植物种。